# Мариинск
Мариинск (рус. Мариинск) град је у Русији у Кемеровској области. Према попису становништва из 2010. у граду је живело 40526 становника.

## Становништво
| 1939.  | 1959.  | 1970.  | 1979.  | 1989.  | 2002.  | 2010.  |
| ------ | ------ | ------ | ------ | ------ | ------ | ------ |
| 22.278 | 40.793 | 39.699 | 39.504 | 40.956 | 42.977 | 40.526 |